# BMW M4
BMW M4 — високопродуктивний автомобіль середнього класу BMW 4 серії від BMW M GmbH. BMW M4 прийшла на заміну купе і кабріолету BMW M3.

## Перше покоління (F82/F83; 2014—2021)

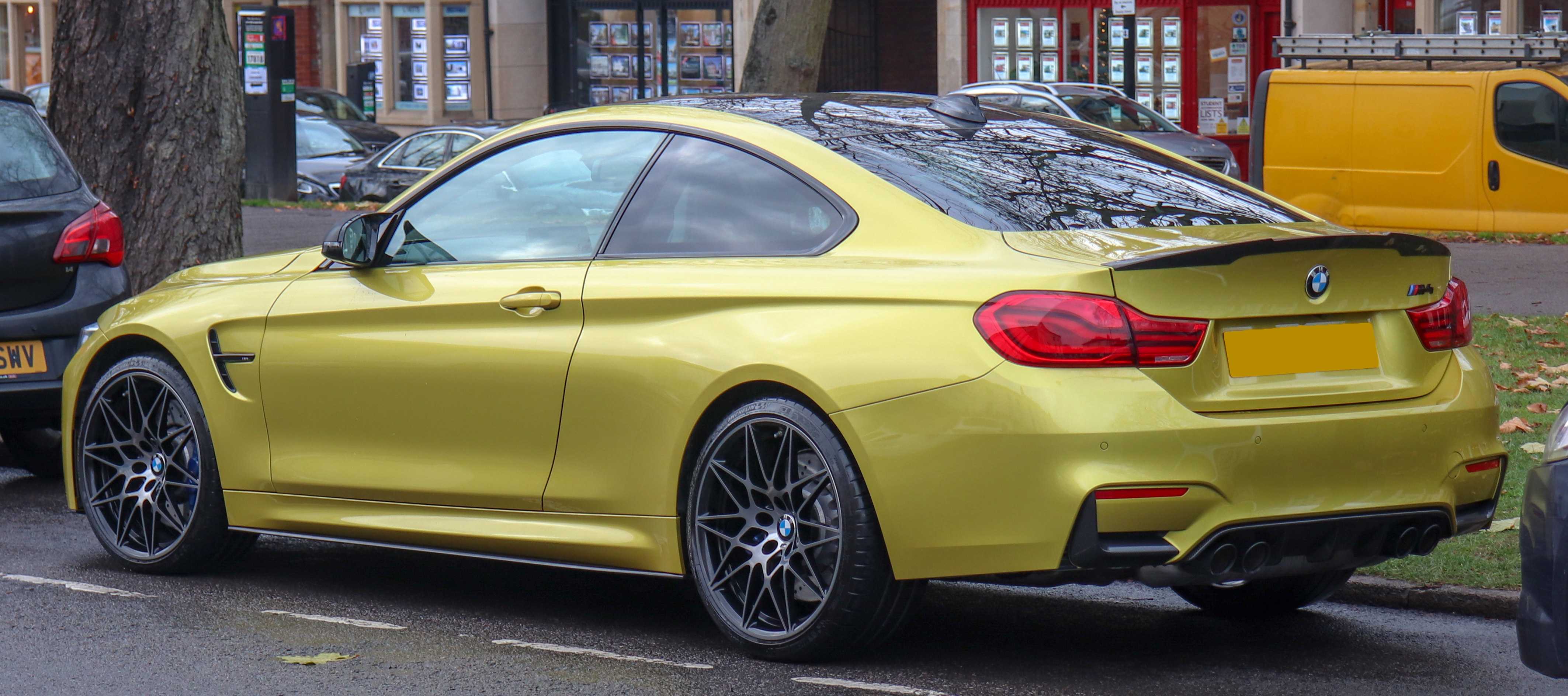
BMW M4 Coupe (F82)

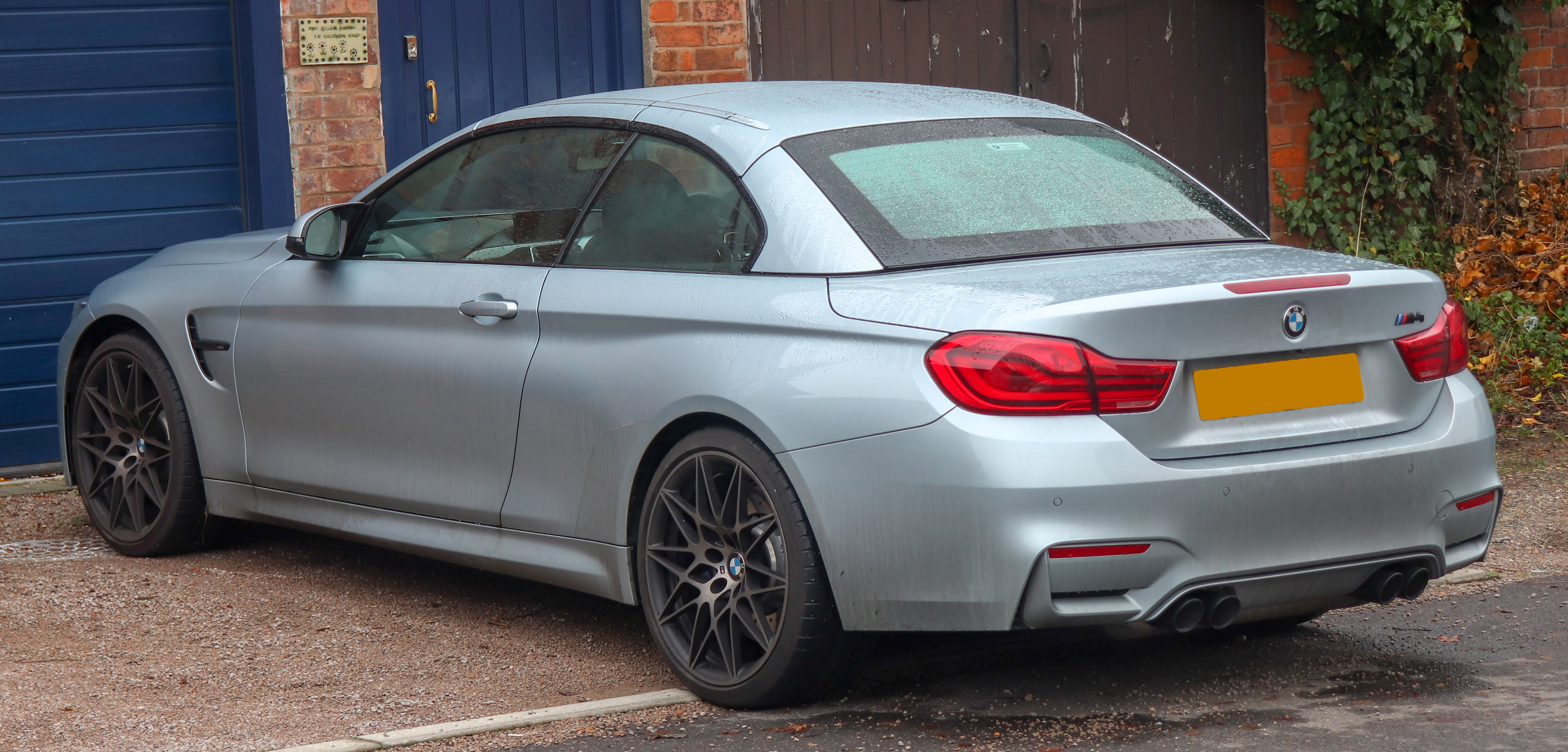
BMW M4 Cabrio (F83)

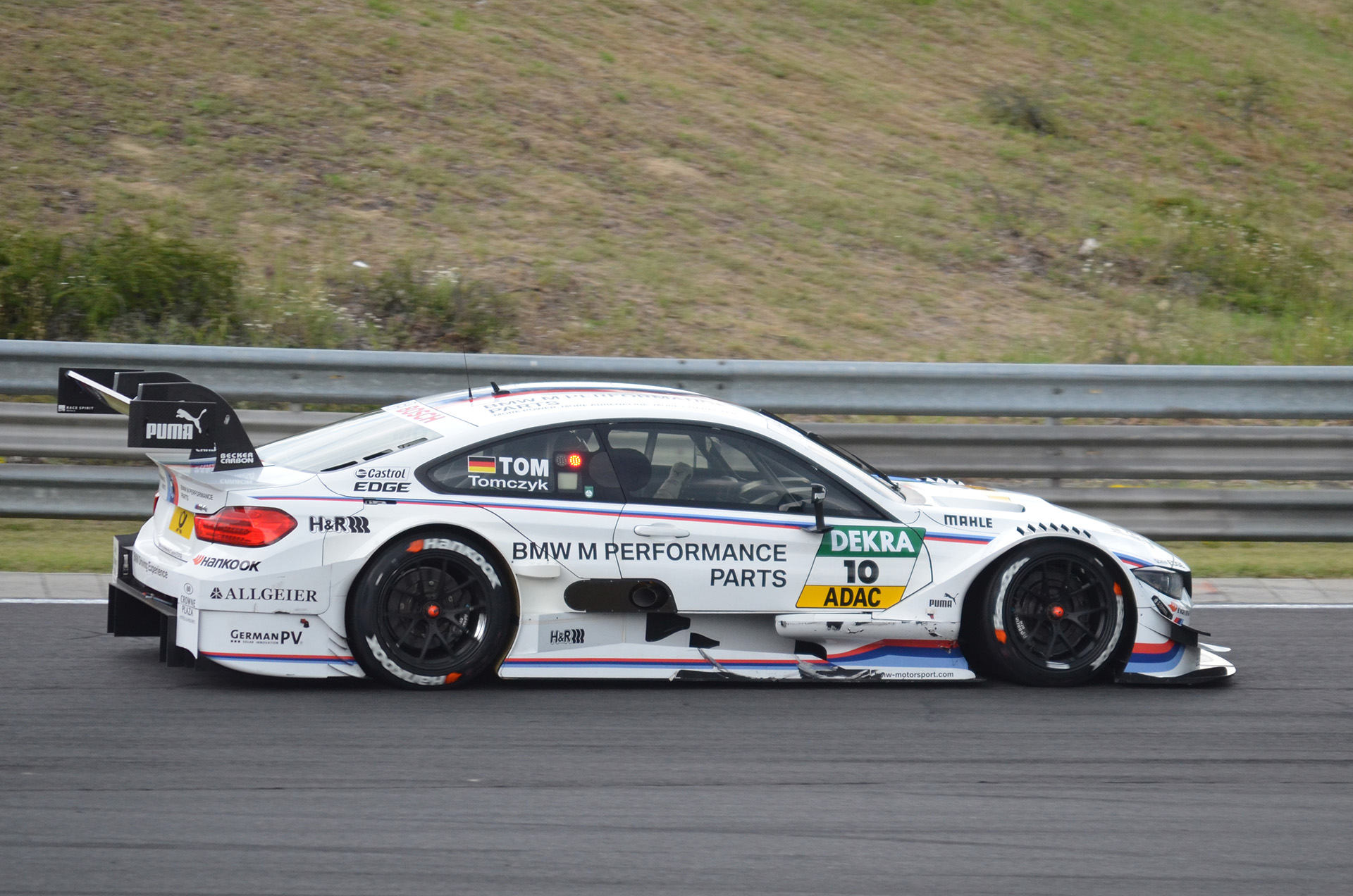
BMW M4 DTM (F82)

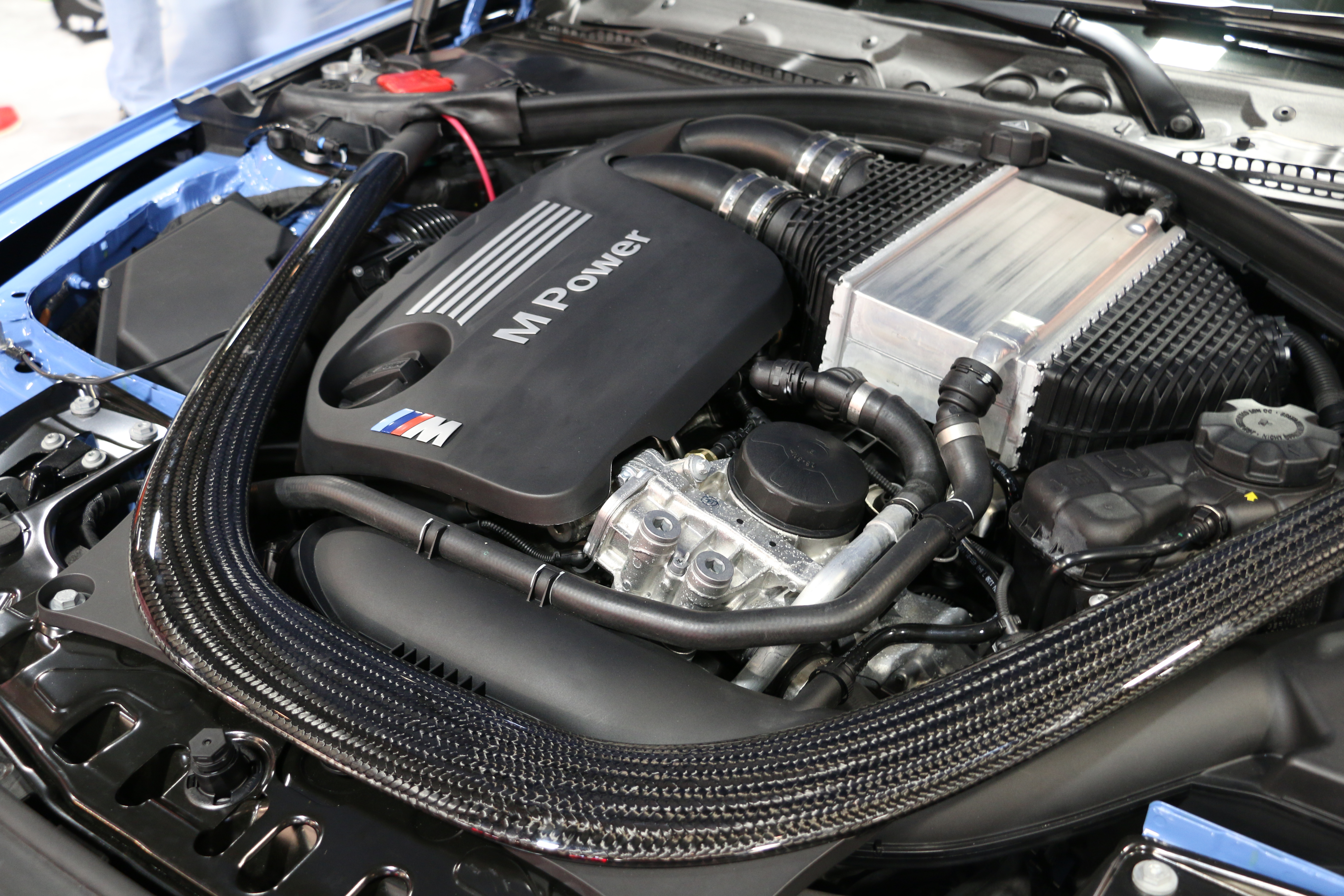
Двигун BMW S55B30

Основні відмінності від «стандартних» автомобілів 4 серії включають потужніший двигун, поліпшена підвіска, агресивніший і аеродинамічний кузов, множинні акценти як в інтер'єрі, так і в екстер'єрі на приналежність до лінійки «M» / Motorsport.
Автомобіль в кузові купе дебютував на автосалоні в Детройті в січні 2014 року і отримав новий рядний шестициліндровий бензиновий бітурбодвигун 3,0 л S55B30 потужністю 430 к.с., крутним моментом 500 Нм. Агрегатуватися він буде як з 6-ст. МКПП, так і з 7-ст. «роботом». Створювався автомобіль для швидкісної, захопливої їзди. Попри спортивний характер, він не позбавлений практичності. Двигун базової моделі пропонує 425 кінських сил. А під капотом автомобіля з пакетом «Competition» ховаються 444 к.с. Топова модель GTS пропонує 493 кінських сили. Доповнюються двигуни шестиступеневою механічною або семиступеневою роботизованою коробкою передач з подвійним зчепленням. Як і решта BMW M автомобілів, M4 пропонує захопливий водійський досвід. Привід на задні колеса гарантує стабільність при несприятливих зовнішніх умовах. Спортивний M4 придатний для повсякденної їзди. 
Як і всі автомобілі BMW, M4 стандартно постачається з системою супутникової навігації. Необхідну інформацію водій переглядає на чіткому 8.8-дюймовому екрані, який здатний відтворювати тривимірне зображення місцевості. Завдяки функції розподілу, екран здатний одночасно відображати декілька видів інформації. Крім того, всі моделі M4 отримали функцію інформування стосовно трафіку у режимі реального часу RTTI. Усі процеси автомобіля контролюються через iDrive. Аудіосистема автомобіля на шість динаміків укомплектована: DAB радіо, функцією сполучення через Bluetooth, USB-портом та накопичувачем на 20GB. Для авто меломанів пропонуються системи Loudspeaker від BMW або Harman/Kardon. Обидві системи додадуть динаміків та потужності. Як опція запропонована можливість отримувати онлайн оновлення через точку 4G. За окрему плату передбачений TV тюнер. 

### Двигуни
- M4 Coupé 3.0 л S55B30T0 twin turbo I6 431 к.с. при 5500–7300 об/хв 500 Нм при 1850–5500 об/хв
- M4 Coupé Competition 3.0 л S55B30T0 twin turbo I6 450 к.с. при 7000 об/хв 550 Нм при 1850–5500 об/хв
- M4 Cabrio 3.0 л S55B30T0 twin turbo I6 430 к.с. при 5500–7300 об/хв 500 Нм при 1850–5500 об/хв
- M4 Cabrio Competition 3.0 л S55B30T0 twin turbo I6 450 к.с. при 7000 об/хв 550 Нм при 1850–5500 об/хв
- M4 Coupé CS 3.0 л S55B30T0 twin turbo I6 460 к.с. при 6250 об/хв 600 Нм при 4000–5380 об/хв
- M4 Coupé GTS 3.0 л S55B30T0 twin turbo I6 500 к.с. при 6250 об/хв 600 Нм при 4000 об/хв

## Друге покоління (G82; з 2021)

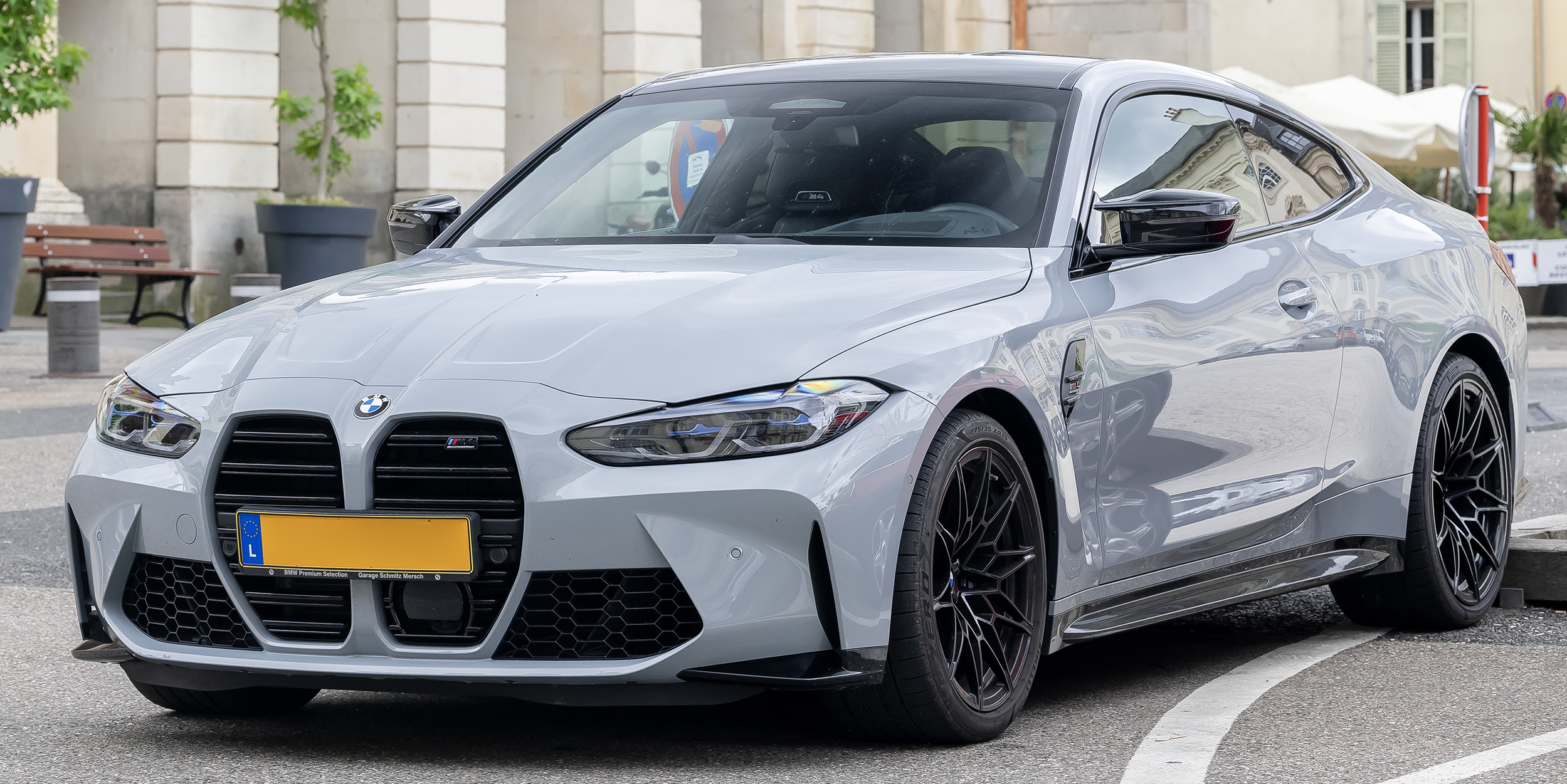
BMW M4 (G82)

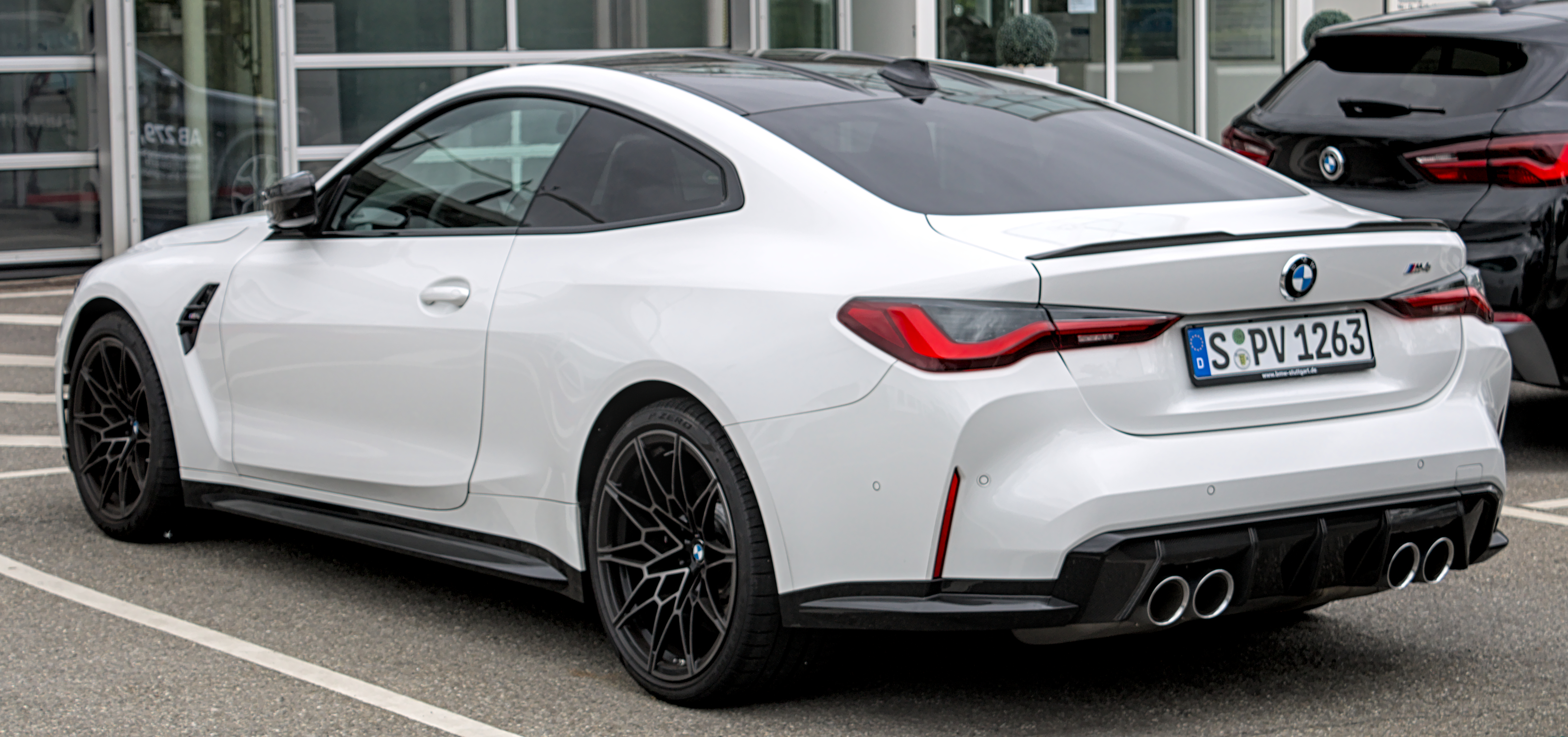

На початку 2021 року компанія BMW представила нове покоління M4 із радикальним дизайном радіаторної решітки та 473-сильним двигуном, що дозволяє автомобілю розвивати максимальну швидкість 290 км/год.

#### 3.0 CSL

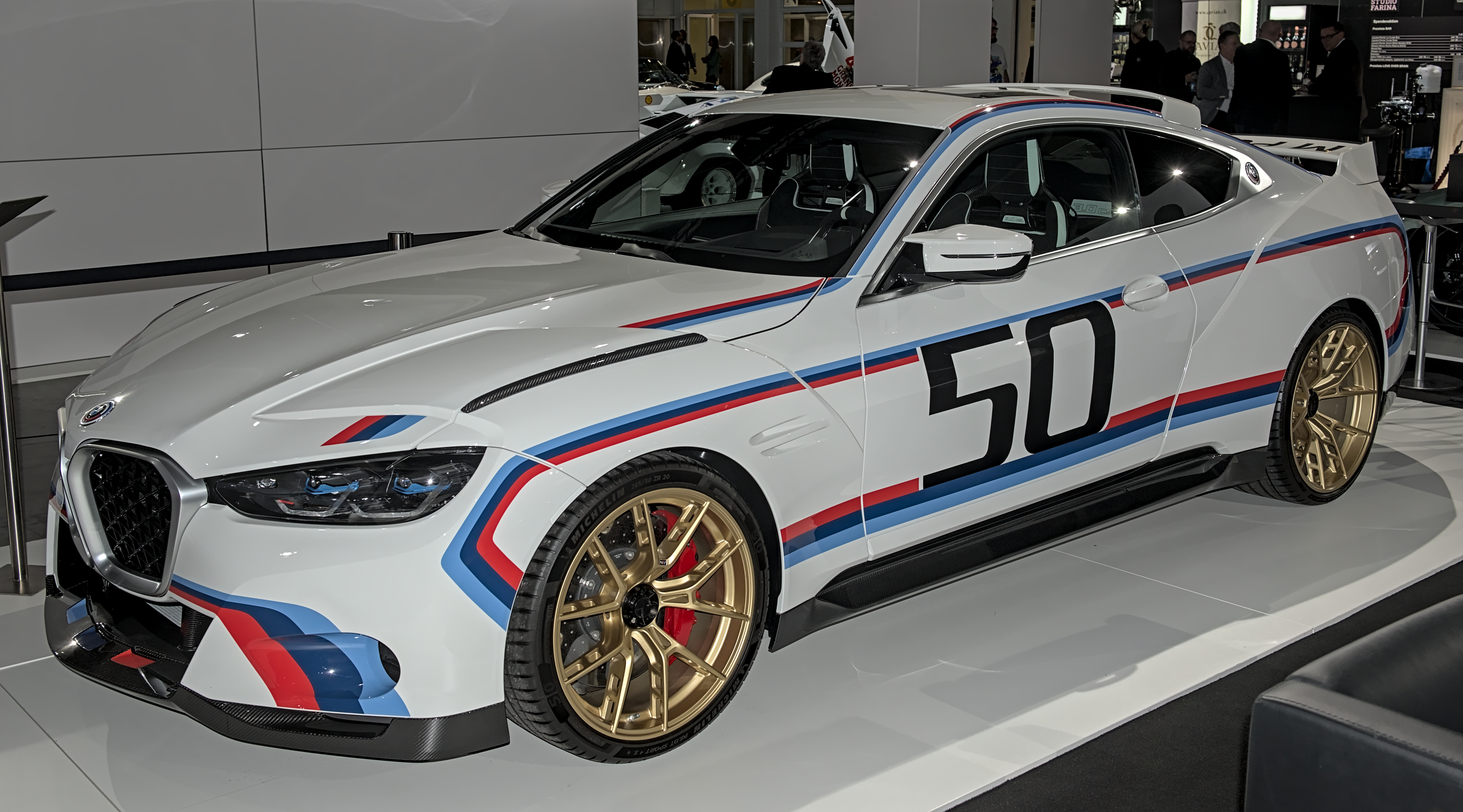
BMW 3.0 CSL (G82)

24 листопада 2022 року BMW представила свій абсолютно новий BMW 3.0 CSL з потужнішим 3,0-літровим рядним шестициліндровим двигуном, який розвиває потужність 412 кВт (560 к.с) і 550 Н⋅м крутного моменту. BMW святкувала 50-річчя BMW M, тому з нагоди 50-річчя M новий 3.0 CSL буде випущено лише 50 одиницями.  Усі автомобілі CSL були повністю виготовлені вручну на заводі BMW у Штутгарті. 

### Двигуни
- 3.0 л S58B30T0 twin-turbo I6 480 к.с. (M4)
- 3.0 л S58B30T0 twin-turbo I6 510 к.с. (M4 Competition)
- 3.0 л S58B30T0 twin-turbo I6 550 к.с. (M4 CSL)
- 3.0 л S58B30T0 twin-turbo I6 560 к.с. (3.0 CSL)